# Жездибай
Жездибай (каз. Жездібай, до 2011 г. — Берёзовка) — аул в Мартукском районе Актюбинской области Казахстана. Входит в состав Хазретовского сельского округа. Код КАТО — 154637200.

## Население
В 1999 году население села составляло 151 человек (75 мужчин и 76 женщин). По данным переписи 2009 года, в селе проживали 73 человека (44 мужчины и 29 женщин).